# أكديم نكرنان (إكرنان)
أكديم نكرنان هو دُوَّار يقع بجماعة غسات، إقليم ورززات، جهة درعة تافيلالت في المملكة المغربية. ينتمي الدوّار لمشيخة إكرنان التي تضم 8 دواوير. يقدر عدد سكانه بـ 199 نسمة حسب الإحصاء الرسمي للسكان والسكنى لسنة 2004.

## روابط خارجية
- البوابة الوطنية للجماعات الترابية
- المندوبية السامية للتخطيط